# 얼룩왈라비
얼룩왈라비(Toolache wallaby) 또는 그레이왈라비(Grey's wallaby)는 사우스오스트레일리아주 남동부와 빅토리아주 남서부에서 서식하는 멸종된 왈라비 종이다.

## 묘사
얼룩왈라비는 날씬하고 우아하며 우아한 생물로, 창백한 회갈색에 황갈색과 노란색 아랫배를 가지고 있었다. 꼬리는 옅은 회색이었고 끝 근처에서 거의 흰색이 되었다. 얼굴의 뚜렷한 검은색 자국은 코에서 눈까지 도달했다. 팔뚝, 발, 귀 끝도 검은색이었다. 동물의 다른 색도 계절에 따라 변했거나 개인에 따라 다른 것으로 추정되는 다른 질감의 털로 구성되었다. 신체 측정은 수컷과 암컷에 따라 달랐다. 일반적으로 수컷 얼룩왈라비의 머리와 몸 길이는 최대 810mm인 반면 암컷은 최대 840mm로 측정되었다. 암컷의 키가 더 컸음에도 불구하고 수컷의 꼬리 길이는 약 730mm로 더 길었고 암컷의 꼬리 길이는 710mm였다.

## 행동
얼룩왈라비는 야행성 동물로, 낮의 황혼 시간 동안 초목을 찾아다녔다. 그들의 움직임은 거의 모든 육상 포식자를 앞지를 수 있을 정도로 특이하고 매우 빨랐으며, 식민지 사냥꾼 중 가장 빠른 개를 피하는 것으로 알려져 있다.

## 서식지
얼룩왈라비는 오스트레일리아의 남동쪽 구석부터 빅토리아주 서부까지 차지했다. 선호하는 서식지는 늪 같은 짧은 초원 지역부터 넓은 나라의 더 큰 풀밭 지역까지 다양했다. 얼룩왈라비는 무리를 지어 사는 사교적인 생물로 알려져 있으며, 무리를 지어 휴식을 취하고 방목하는 모습이 자주 목격되었다.

## 위협
수많은 위협이 복합적으로 작용하여 얼룩왈라비의 개체 수가 감소하고 궁극적으로 멸종했다. 가장 큰 요인 중 하나는 서식지 파괴였다. 늪은 서식지의 중요한 부분이었기 때문에 늪이 제거되면 대부분의 초목이 습지와 함께 사라졌다. 습지의 서식지 파괴 외에도 유럽 붉은여우와 같은 포식자들이 유입되면서 동물들도 멸종하기 시작했다. 또한 이 동물은 스포츠와 펠트를 위해 사냥을 당했다.

## 멸종
얼룩왈라비는 유럽 점령 후 85년 만에 살아남았다. 1920년대에는 멸종위기에서 이 동물을 되찾기 위한 보존 노력이 이루어졌다. 이 계획은 사육 중인 마지막으로 살아남은 것으로 알려진 종을 포획하여 번식시키는 것이었다. 이 노력은 14마리 중 10마리가 포획 시도 중 실수로 사망한 후 재앙으로 끝났다. 나머지 4마리는 사육 중 생존했다.
마지막 야생 목격은 1924년에 기록되었으며, 마지막으로 알려진 얼룩왈라비는 1939년까지 사육되어 생존했다. 1970년대에 목격이 의심된다는 보고가 있은 후에도 이 지역에서 광범위한 연구가 진행되고 있지만 멸종된 것으로 추정된다. 그러나 그 이후로 이 종의 구성원은 목격되지 않았다.